# Драфт НХЛ 2009
47-й драфт новачків НХЛ відбувався 26-27 червня 2009 року в Монреальському Белл-центрі. Церемонія обрання молодих талантів стала частиною урочистих заходів присвячених святкуванню сторіччя місцевої хокейної команди.
Всього на драфті було обрано 211 молодих хокеїстів з 11 країн світу. З них 120 є нападниками, 70 — захисниками і 21 — голкіперами.

## Драфт-лотерея
Драфт-лотерея була проведена 14 квітня 2009 року в Нью-Йорку, після закінчення регулярної першості НХЛ. Найгірша команда за підсумками сезону, Нью-Йорк Айлендерс, мала найбільше шансів отримати право першого вибору. Саме так і відбулося, а сама драфт-лотерея не змінила порядку обрання гравців командами згідно з місцями, які ті посіли.

## Перший раунд
| №  | Гравець                      | Громадянство | Клуб НХЛ                                                           | Попередня команда                                           |
| -- | ---------------------------- | ------------ | ------------------------------------------------------------------ | ----------------------------------------------------------- |
| 1  | Джон Таварес (Ц)             | Канада       | Нью-Йорк Айлендерс                                                 | Лондон Найтс (ОХЛ)                                          |
| 2  | Віктор Гедман (З)            | Швеція       | Тампа-Бей Лайтнінг                                                 | Модо (Елітсерія)                                            |
| 3  | Метт Дюшен (Ц)               | Канада       | Колорадо Аваланч                                                   | Брамптон Батальон (ОХЛ)                                     |
| 4  | Евандер Кейн (Ц)             | Канада       | Атланта Трешерс                                                    | Ванкувер Джаєнтс (ЗХЛ)                                      |
| 5  | Брейден Шенн (Ц)             | Канада       | Лос-Анджелес Кінгс                                                 | Брендон Вет Кінгс (ЗХЛ)                                     |
| 6  | Олівер Екман-Ларссон (З)     | Швеція       | Фінікс Койотс                                                      | Лександ (Швеція)                                            |
| 7  | Назем Кадрі (Ц)              | Канада       | Торонто Мейпл Ліфс                                                 | Лондон Найтс (ОХЛ)                                          |
| 8  | Скотт Гленні (П)             | Канада       | Даллас Старс                                                       | Брендон Вет Кінгс (ЗХЛ)                                     |
| 9  | Джаред Коуен (З)             | Канада       | Оттава Сенаторс                                                    | Спокен Чифс (ЗХЛ)                                           |
| 10 | Магнус Пяяйярві-Свенссон (Л) | Швеція       | Едмонтон Ойлерс                                                    | Тімро (Елітсерія)                                           |
| 11 | Раєн Елліс (З)               | Канада       | Нешвілл Предаторс                                                  | Віндзор Спітфаєрс (ОХЛ)                                     |
| 12 | Келвен де Хаан (З)           | Канада       | Нью-Йорк Айлендерс (з Міннесоти)                                   | Ошава Дженералс (ОХЛ)                                       |
| 13 | Зак Касьян (П)               | Канада       | Баффало Сейбрс                                                     | Пітерборо Пітс (ОХЛ)                                        |
| 14 | Дмитро Куликов (З)           | Росія        | Флорида Пантерс                                                    | Драммондвіль Волтіджерс (QMJHL)                             |
| 15 | Пітер Голланд (Ц)            | Канада       | Анагайм Дакс                                                       | Гвелф Сторм (ОХЛ)                                           |
| 16 | Нік Ледді (З)                | США          | Міннесота Вайлд (з Колумбусу через Айлендерс)                      | Eden Prairie High School (USHS)                             |
| 17 | Давід Рундблад (З)           | Швеція       | Сент-Луїс Блюз                                                     | ХК Шеллефтео                                                |
| 18 | Луї Леблан (Ц)               | Канада       | Монреаль Канадієнс                                                 | Омаха Ленсерс (ХЛСШ)                                        |
| 19 | Кріс Крейдер (Ц)             | США          | Нью-Йорк Рейнджерс                                                 | Phillips Academy, Andover (USHS)                            |
| 20 | Якоб Юсефсон (Ц)             | Швеція       | Нью-Джерсі Девілс (з Калгарі)                                      | Юргорден (Елітсерія)                                        |
| 21 | Джон Мур (З)                 | США          | Колумбус Блю-Джекетс (з Філадельфії через Анагайм)                 | Чикаго Стіл (ХЛСШ)                                          |
| 22 | Джордан Шредер (Ц)           | США          | Ванкувер Канакс                                                    | Міннесота Голден Гоферс (WCHA)                              |
| 23 | Тім Еріксон (З)              | Швеція       | Калгарі Флеймс (з Нью-Джресі)                                      | ХК Шеллефтео                                                |
| 24 | Маркус Юганссон (Ц)          | Швеція       | Вашингтон Кепіталс                                                 | Фер'єстад (Елітсерія)                                       |
| 25 | Джордан Керон (П)            | Канада       | Бостон Брюїнс                                                      | Рімускі Ошеанік (QMJHL)                                     |
| 26 | Кайл Палм'єрі (Ц/П)          | США          | Анагайм Дакс (з Сан-Хосе через Тампу, Оттаву, Айлендерс, Колумбус) | U.S. National U-18 Team (National Team Development Program) |
| 27 | Філіп Парадіс (Ц)            | Канада       | Кароліна Гаррікейнс                                                | Shawinigan Cataractes (QMJHL)                               |
| 28 | Ділан Олсон (З)              | Канада       | Чикаго Блекгокс                                                    | «Камрось Кодіакс» (АЮХЛ)                                    |
| 29 | Картер Ештон (П)             | Канада       | Тампа-Бей Лайтнінг (з Детройта)                                    | Летбридж Гаррікейнс (ЗХЛ)                                   |
| 30 | Сімон Депре (З)              | Канада       | Піттсбург Пінгвінс                                                 | Сент-Джон Сі Догс (QMJHL)                                   |

## Другий раунд
| №  | Гравець               | Громадянство | Клуб НХЛ            | Попередня команда             |
| -- | --------------------- | ------------ | ------------------- | ----------------------------- |
| 33 | Раєн О'Райллі (Ц)     | Канада       | Колорадо Аваланш    | Ері Оттерс (ОХЛ)              |
| 35 | Кайл Кліффорд (ЛН)    | Канада       | Лос-Анджелес Кінгс  | Беррі Колтс (ОХЛ)             |
| 39 | Якоб Сільверберг (ЛН) | Швеція       | Оттава Сенаторс     | Брюнес (Елітсерія)            |
| 40 | Антон Ландер (Ц)      | Швеція       | Едмонтон Ойлерс     | Тімро (Елітсерія)             |
| 45 | Джеремі Морін (ПН)    | США          | Атланта Трешерс     | США U-18                      |
| 46 | Робін Ленер (В)       | Швеція       | Оттава Сенаторс     | Вестра Фрелунда (Елітсерія)   |
| 51 | Браян Дюмулін (З)     | США          | Кароліна Гаррікейнс | Нью-Гемпшир Юніор Монархс     |
| 55 | Дмитро Орлов (З)      | Росія        | Вашингтон Кепіталс  | Металург Новокузнецьк (КХЛ)   |
| 59 | Брендон Піррі (ЛН)    | Канада       | Чикаго Блекгокс     | Джорджтаун Рейдерс (ОЮХЛ)     |
| 60 | Томаш Татар (ЛН)      | Словаччина   | Детройт Ред-Вінгс   | Зволен (Словацька Екстраліга) |

## Третій раунд
| №  | Гравець              | Громадянство | Клуб НХЛ           | Попередня команда                |
| -- | -------------------- | ------------ | ------------------ | -------------------------------- |
| 62 | Андерс Нільссон (В)  | Швеція       | Нью-Йорк Айлендерс | Лулео (Елітсерія)                |
| 64 | Тайсон Баррі (З)     | Канада       | Колорадо Аваланч   | Келона Рокетс (ЗХЛ)              |
| 66 | Брейден Мак-Небб (З) | Канада       | Баффало Сейбрс     | Кутенай Айс (ЗХЛ)                |
| 69 | Рейлі Сміт (КН)      | Канада       | Даллас Старс       | Сейнт Майклс Баззерс (ХЛО)       |
| 76 | Ігор Бобков (В)      | Росія        | Анагайм Дакс       | Сталеві Лиси Магнітогорськ (МХЛ) |
| 77 | Метью Гаккетт (В)    | Канада       | Міннесота Вайлд    | Плімут Вейлерс (ОХЛ)             |
| 85 | Коді Ікін (ЦН)       | Канада       | Вашингтон Кепіталс | Свіфт-Керрент Бронкос (ЗХЛ)      |

## Четвертий раунд
| №   | Гравець              | Громадянство | Клуб НХЛ             | Попередня команда         |
| --- | -------------------- | ------------ | -------------------- | ------------------------- |
| 94  | Давід Савар (З)      | Канада       | Колумбус Блю-Джекетс | Монктон Вайлдкетс (ГЮХЛК) |
| 97  | Джордан Шварц (ПН)   | Канада       | Фінікс Койотс        | Сагіно Спіріт (ХЛО)       |
| 98  | Крейг Сміт (ЦН)      | Канада       | Нашвілл Предаторс    | Ватерлоо Блек Гокс (ХЛСШ) |
| 102 | Маттіас Екгольм (З)  | Канада       | Нашвілл Предаторс    | Мора (Елітсерія)          |
| 104 | Маркус Фоліньйо (ЛН) | Канада       | Баффало Сейбрс       | Садбері Вулвс (ОХЛ)       |
| 106 | Самі Ватанен (З)     | Фінляндія    | Піттсбург Пінгвінс   | ЮІП (Ювяскюля) (СМ-Ліга)  |
| 112 | Самі Ватанен (ЛН)    | Канада       | Бостон Брюїнс        |                           |
| 112 | Лейн Макдермід (ЛН)  | Канада       | Бостон Брюїнс        | Провіденс Брюїнс (АХЛ)    |

## П'ятий раунд
| №   | Гравець         | Громадянство | Клуб НХЛ       | Попередня команда  |
| --- | --------------- | ------------ | -------------- | ------------------ |
| 147 | Філ Вароне (КН) | Канада       | Сан-Хосе Шаркс | Лондон Найтс (ОХЛ) |

## Шостий раунд
| №   | Гравець             | Громадянство | Клуб НХЛ           | Попередня команда    |
| --- | ------------------- | ------------ | ------------------ | -------------------- |
| 158 | Джеррі Д'Аміго (КН) | США          | Торонто Мейпл Ліфс | РПІ Індженірс (ECAC) |
| 171 | Йоні Ортіо (ВР)     | Фінляндія    | Калгарі Флеймс     | ТПС (СМ-Л)           |
| 179 | Брендон Козун (КН)  | Канада       | Лос-Анджелес Кінгс | Калгарі Гітмен (ЗХЛ) |

## Сьомий раунд
| №   | Гравець               | Громадянство | Клуб НХЛ           | Попередня команда                         |
| --- | --------------------- | ------------ | ------------------ | ----------------------------------------- |
| 182 | Ерік Гаула (ЦН)       | Фінляндія    | Міннесота Вайлд    | Шаттак Сент-Марі (MAAA)                   |
| 196 | Олівер Лаурідсен (ЗХ) | Данія        | Філадельфія Флаєрс | Університет Сент-Клауд (Міннесота) (НКАА) |

## Вибір за країною
| Місце | Країна           | Вибори | Відсоток |
|       | Північна Америка | 157    | 74.8%    |
| ----- | ---------------- | ------ | -------- |
| 1     | Канада           | 106    | 50.5%    |
| 2     | США              | 51     | 24.3%    |
|       | Європа           | 53     | 25.2%    |
| 3     | Швеція           | 24     | 11.4%    |
| 4     | Фінляндія        | 10     | 4.8%     |
| 5     | Росія            | 7      | 3.3%     |
| 6     | Словаччина       | 5      | 2.4%     |
| 7     | Чехія            | 3      | 1.4%     |
| 8     | Данія            | 1      | 0.5%     |
| 8     | Білорусь         | 1      | 0.5%     |
| 8     | Італія           | 1      | 0.5%     |
| 8     | Німеччина        | 1      | 0.5%     |